# Green Point Stadium
Green Point är en fotbollsarena i Kapstaden, Sydafrika. 
Arenan började byggas 2007 efter att den tidigare Green Point Stadium jämnats med marken. Den nya arenan är specialbyggd för att klara av de kraftiga vindarna i Kapstaden och det skjutbara taket är gjort i glasfiberarmerad plast (det väger 4 500 ton, tillverkades i Kuwait och tog ett år att montera upp). Arenan har Taffelberget och Atlanten som grannar och vyn är en av de vackraste. Kapstadens största lag, Santos, spelar dock inte på Green Point, utan på Athlone Stadium. Marken som arenan står på användes som fångläger under andra boerkriget.
Under Världsmästerskapet i fotboll 2010 spelades fem gruppspelsmatcher, en åttondelsfinal, en kvartsfinal och en semifinal på Green Point.